# Paul Gibier
Paul Gibier (1851 - 1900) foi um médico, bacteriologista, naturalista, psicólogo e fisiologista francês, tendo estudado a fundo, embora sem se converter, a parte prática do Espiritismo.

## Biografia
Discípulo de Louis Pasteur, foi naturalista do Museu de História Natural da França.
Foi Diretor do Pasteur Institute of New York, nos Estados Unidos da América.
Interessou-se pela pesquisa dos fenômenos espíritas em 1885, tendo encontrado uma médium notável na pessoa da Sra. Salmon, com quem conduziu pesquisas por dez anos, tanto no seu laboratório em New York, quanto em seu país natal, a França.
Tendo estabelecido a realidade dos fenômenos, tentava trazer a médium à Inglaterra, França e Egito, sob um contrato de três anos, quando um acidente fatal pôs fim ao projeto: foi morto por um cavalo em fuga. Na noite anterior, havia sonhado que passeava sózinho de charrete, quando foi lançado da mesma, vindo a morrer. Tendo contado o sonho à sua esposa, riu-se dos receios dela.
Sobre os fenômenos espíritas, que observou, afirma em sua obra "Análise das Coisas" que:
"...podemos ter provas materiais da existência da alma. Este fato não deixa dúvida alguma no meu Espírito: a ciência poderá estudar d'ora em diante, quando quiser, o terceiro elemento constitutivo do Macrocosmo, como estuda outros dois elementos, que ela compreende então muito melhor, isto é, a matéria e a energia."

## Obras
- Anais das Ciências Psíquicas;
- Análise das Coisas;
- O Espiritismo, Faquirismo Ocidental;
- Psicologia Experimental.